# تجارت درون صنعت
تجارت درون صنعتیجریان مبادله‌ی کالاهای مشابه را توضیح می‌دهد که نیاز یکسانی از مصرف‌کنندگان کشورهای مختلف را برطرف می‌سازد، امّا به دلیل تفاوت در ساختار تقاضا‌ی کشورها به عنوان جانشین نزدیک یکدیگر، در نظر گرفته شده و به صورت مختلف تقاضا می‌گردند. در واقع تجارت درون صنعت به صورت صادرات و واردات هم‌زمان کالاهای متعلق به یک صنعت خاص، بین دو شریک تجاری تعریف می‌گردد. این پدیده ممکن است ناشی از تفاوت‌های ظاهری یا تمایز افقی گروه محصولات باشد که به آن تجارت درون صنعت افقی می‌گویند و در صورتی که به دلیل تفاوت کیفیت یا تمایز عددی گروه کالاها صورت گیرد، تجارت درون صنعت عمودی نام دارد.

## نمونه
نمونه‌هایی از این نوع تجارت شامل خودرو، مواد غذایی و نوشیدنی،  کامپیوتر و مواد معدنی است.
اروپا صادرکننده ۲٫۶ میلیون وسایل نقلیه موتوری در سال ۲۰۰۲ و واردکننده ۲٫۲ میلیون از آنها. ژاپن صادرکننده ۴٫۷ میلیون دستگاه خودرو در سال ۲۰۰۲ (۱ میلیون از آن به اروپا رفت و ۲ میلیون به شمال آمریکا) و واردکننده۰٫۳ میلیون است.
انواع
سه نوع از تجارت درون صنعتی وجود دارد
1. تجارت در کالاهای همگن.
2. تجارت در افقی متفاوت کالا.
3. تجارت به صورت عمودی کالا متفاوت باشد.

اگر چه تئوری و اندازه‌گیری تجارت درون صنعتی در ابتدا با تمرکز بر تجارت کالا به ویژه محصولات صنعتی آن نیز مطرح شده است با این وجود این تئوری همچنین قابل توجه تجارت درون صنعتی در تجارت بین‌المللی خدمات است.